# Werftstraße (Mannheim)

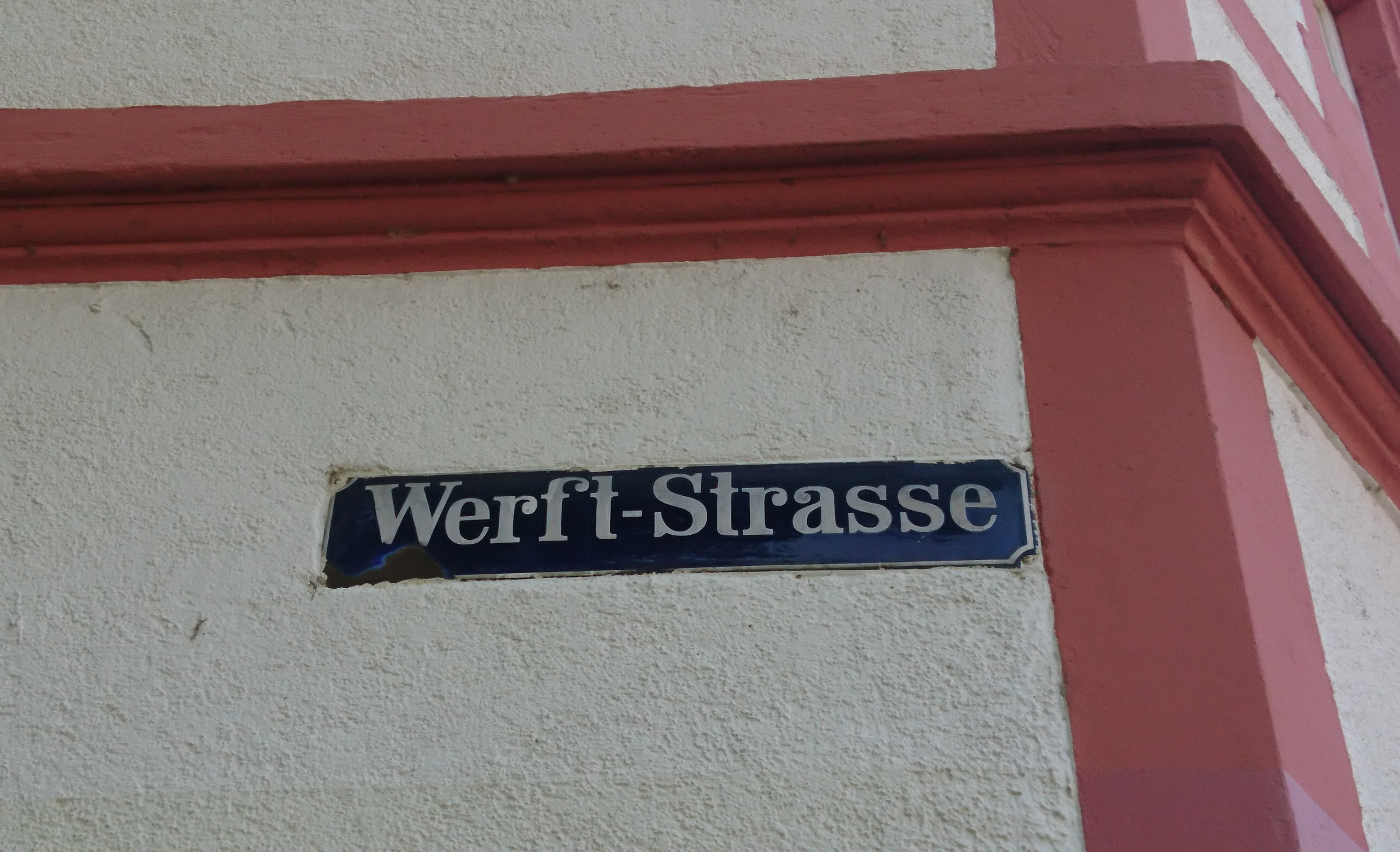
Die Werftstraße. Typisches altes Straßenschild in Mannheim.

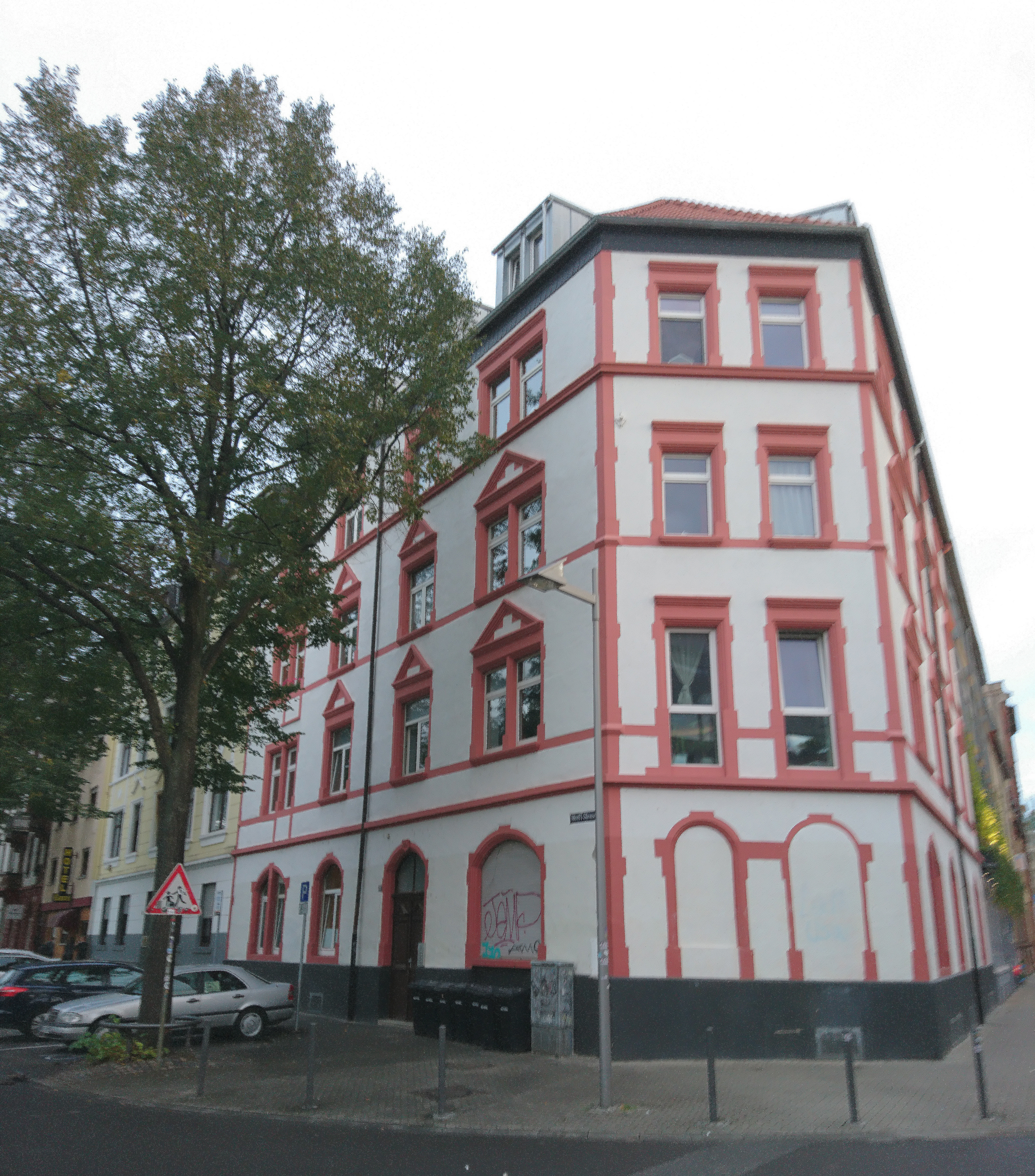
Die Werftstraße

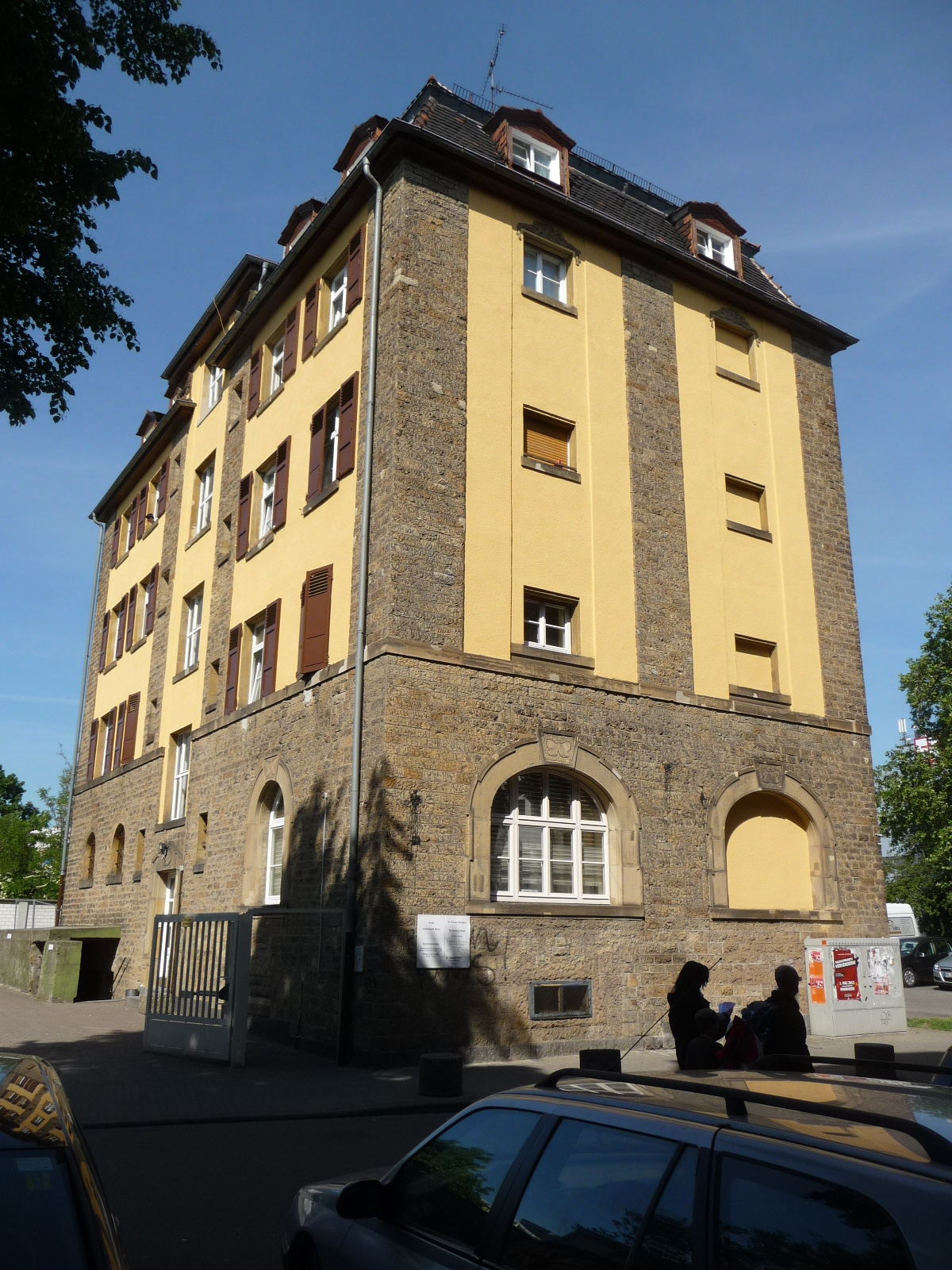
Gebäude der ehemaligen Polizeiwache in Hausnummer 4

Die Werftstraße ist eine Straße in Mannheim. Sie liegt als nördliche Querstraße der Hafenstraße im Stadtteil Jungbusch.

## Geschichte
Die Werftstraße erinnert wie ebenso die Hellingstraße an die ehemalige Schiffs- und Maschinenfabrik-Aktiengesellschaft, die sogenannte Schimag. Diese galt als größte Binnenschiffswerft Deutschlands. Sie war aus einer Mainzer Maschinenfabrik hervorgegangen und fertigte auf einem Areal von 50 000 m² am östlichen Ufer des Verbindungskanals insbesondere Bagger, Dampfkräne, Eisenschiffe und Dampfkessel.
Die Straße ist bereits auf dem Stadtplan von 1895 nachweisbar.
Im Eckgebäude zur Freherstraße (Werftstraße 4) befand sich von 1915 bis 2008 die Polizeiwache des Jungbuschs, zuletzt als Polizeiposten Mannheim-Jungbusch, der dann in das Polizeirevier Mannheim-Innenstadt im Quadrat H 4 integriert wurde.